# Iris Varela

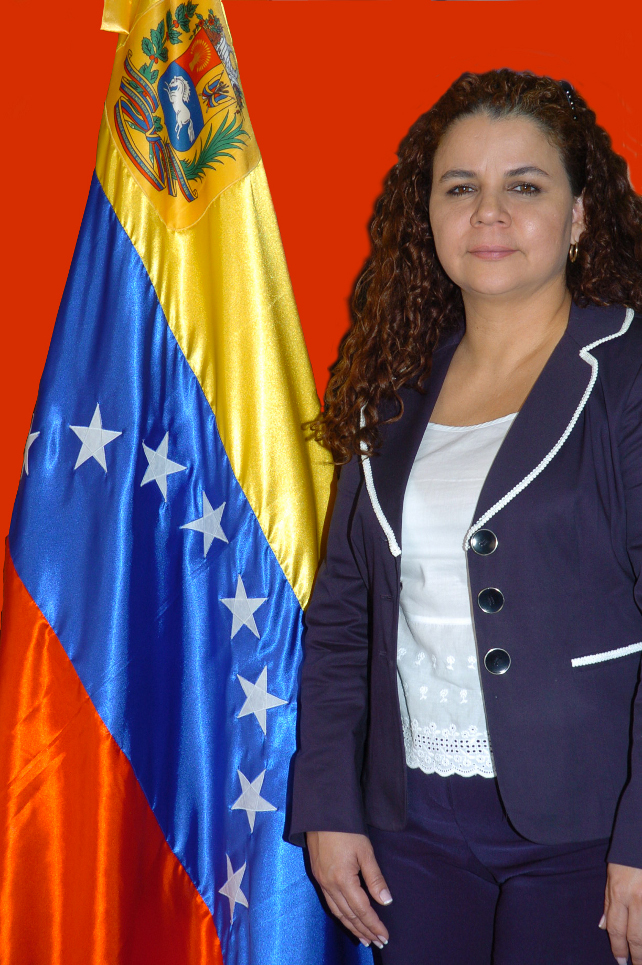
Varela em 2011.

María Iris Varela Rangel (San Cristóbal, Tachira, 9 de março de 1969 (56 anos)) é uma política esquerdista venezuelana, ativista, criminologista, membro do conselho do Partido Socialista Unido da Venezuela (PSUV) e ministra do Poder Popular para o Serviço Penitenciário.

## Vida política

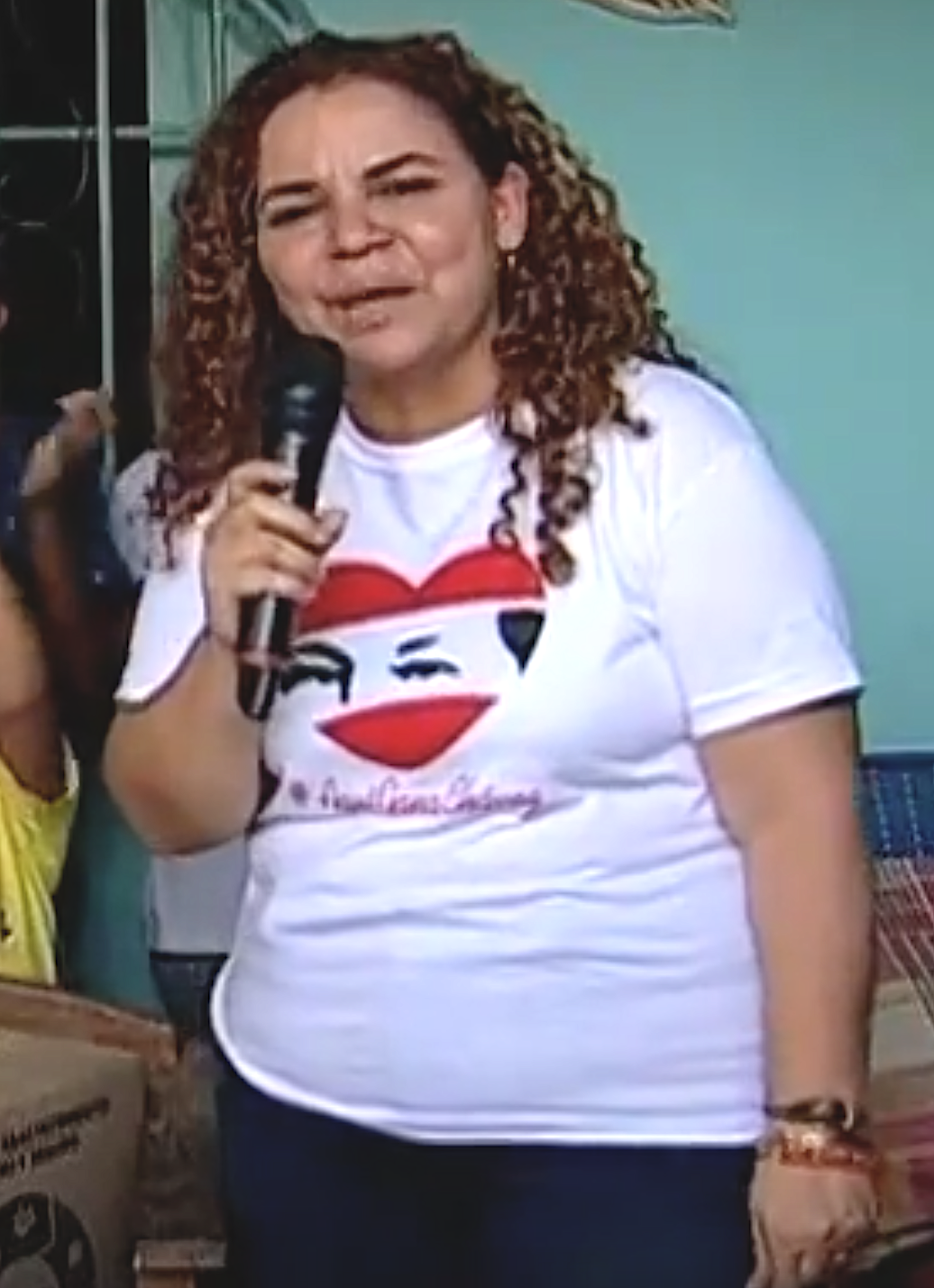
Iris Varela em 2017

Varela foi membro fundador do Movimento Bolivariano Revolucionário (Movimiento Bolivariano Revolucionário  –    200).  Ela serviu no estado de Táchira como coordenadora do Movimento Quinta República, o partido fundado em 1997 para apoiar a candidatura do ex-presidente Hugo Chávez .
Em 21 de abril de 2013, Varela foi reafirmada como Ministra de Serviços Correcionais pelo Governo Bolivarano da Venezuela para o governo de Nicolas Maduro .
Em 2016, Varela foi nomeada pelo presidente venezuelano Nicolas Maduro para reestruturar o PSUV em Tachira.

## Assembleia Nacional da Venezuela
Iris Varela foi eleita constituinte da Assembléia Constituinte em 1999, que visava principalmente a elaboração de uma nova Constituição, dando-lhe um caráter social e incluindo a visão de uma democracia participativa e protagonista .  Varela promoveu a eliminação do Senado, que foi adotado.
Posteriormente, foi eleita deputada para a Assembleia Nacional do estado de Tachira em três períodos consecutivos: 2000-2005, 2006-2011 e, finalmente, de 2011 a 2016.
Como deputada à Assembleia Nacional, ela serviu como:
- Presidente da Comissão Regular para o Estudo da Integração de Tratados, Convênios e Convenções ( Grupo dos Três , CAN , MERCOSUL , CARICOM , NAFTA , UE , OMC ) e ALCA
- Vice-Presidente do Comitê Permanente de Política Interna, Justiça, Direitos Humanos e Garantias Constitucionais, onde promoveu investigações de importância nacional, inclusive pesquisando conspirações contra a República;
- Coordenadora do Comitê de Defesa da Lei Orgânica dos estados de emergência
- Promotora da Lei de Defesa Pública
- Responsável pela Comissão de Política Interna ( Polícia Nacional da Venezuela )
- Membro da Comissão Presidencial contra a ALCA, estabelecido pelo Presidente em 2002, que assessorou a Comissão Executiva Nacional.
- Membro do Comitê Executivo da Confederação Parlamentar das Américas (COPA)
- Membro do Comitê Executivo da Rede Parlamentar de Mulheres (órgão ligado à COPA)
- Presidente da Comissão Especial para investigar os assassinatos de pessoas de rua que vivem em Caracas

Em julho de 2011, foi nomeada Ministra do Poder Popular para o Serviço Penitenciário pelo Executivo Nacional.

## Controvérsia
Varela foi criticada pelo uso de palavrões, e por sua alegada relação com o falecido criminoso venezuelano Teofilo Rodriguez Cazorla, mais conhecido como "El Conejo".
Durante os protestos pacíficos de abril e maio de 2017, ela aceitou e pressionou pela violência policial contra os manifestantes.

### Sanções
Em 26 de julho de 2017, Varela esteve envolvida em sanções específicas realizadas pelo Departamento do Tesouro dos Estados Unidos devido a seu envolvimento com a eleição da Assembléia Constitucional venezuelana de 2017 , sendo membro da Comissão Presidencial da Venezuela para a Assembléia Constituinte.
Meses depois, em 22 de setembro de 2017, o Canadá sancionou Varela devido à ruptura da ordem constitucional da Venezuela.
Em 29 de março de 2018, Varela foi sancionada pelo governo panamenho por seu suposto envolvimento com "lavagem de dinheiro, financiamento do terrorismo e financiamento da proliferação de armas de destruição em massa ".

### Detenção de Juan Requesens
Em 12 de agosto, em resposta aos venezuelanos cada vez mais preocupados com a economia do país, Iris Varela publicou um tweet dizendo às pessoas que tudo o que eles precisam fazer é compartilhar com amigos e que não devem especular ou duvidar, senão "eles acabarão até pior do que Requesens, [onde] eles não são capazes de especular ".  Este tweet tornou-se imediatamente altamente controverso, e foi denunciado como desumano, por usar o encarceramento de Requesens como uma piada ou uma ameaça, especialmente pela mulher encarregada de suas condições na prisão.